# Мортенсен, Финн
Финн Э́йнар Мо́ртенсен (норв. Finn Einar Mortensen; 6 января 1922, Осло, Норвегия — 21 мая 1983, там же) — норвежский композитор, музыкальный критик и педагог.

## Биография
Сын издателя Эрнста Густава Мортенсена (1887–1966) и Анны-Марии Дамнес (1886–1960). В 1941—1944 годах занимался в Осло у Эрлинга Вестера (фортепиано), Торлейфа Экена (гармония) и Клауса Эгге (полифония), а в 1956 году в Копенгагене — у Нильса Вигго Бентсона. С 1973 года — профессор Высшей музыкальной школы в Осло. В 1961—1964 годах — председатель Общества новой музыки. Представитель авангардистского течения в норвежском искусстве. Ранние произведения написаны под влиянием Пауля Хиндемита, но со временем композитор стал обращаться то к серийной технике, то к алеаторике, то к сонористике.

## Сочинения
- симфония (1957)
- «Эволюция» / Evolution (1961)
- «Per orchestra» (1967)
- «Камерная музыка» (1968)
- «Гедда» (1977)
- соната для скрипки и фортепиано (1964)
- трио для скрипки, альта и виолончели (1950)
- квинтет для духовых инструментов (1951)
- фантазия и фуга для фортепиано (1958)
- соната «Колесо Фортуны» (1967)
- сонатина № 1 (1948)
- сонатина № 2 (1952)
- концерт для фортепиано с оркестром (1963)
- соната № 1 для 2-х фортепиано (1964)
- соната № 2 для 2-х фортепиано (1974)